# Kanton Saint-Vincent-de-Tyrosse
Saint-Vincent-de-Tyrosse is een voormalig kanton van het Franse departement Landes. Het kanton maakte deel uit van het arrondissement Dax. Het is vervangen door het kanton Pays tyrossais met dezelfde gemeenten.

## Gemeenten
Het kanton Saint-Vincent-de-Tyrosse omvatte de volgende gemeenten:
- Bénesse-Maremne
- Capbreton
- Josse
- Labenne
- Orx
- Sainte-Marie-de-Gosse
- Saint-Jean-de-Marsacq
- Saint-Martin-de-Hinx
- Saint-Vincent-de-Tyrosse (hoofdplaats)
- Saubion
- Saubrigues